# Johannes Tanner (Politiker, 1627)

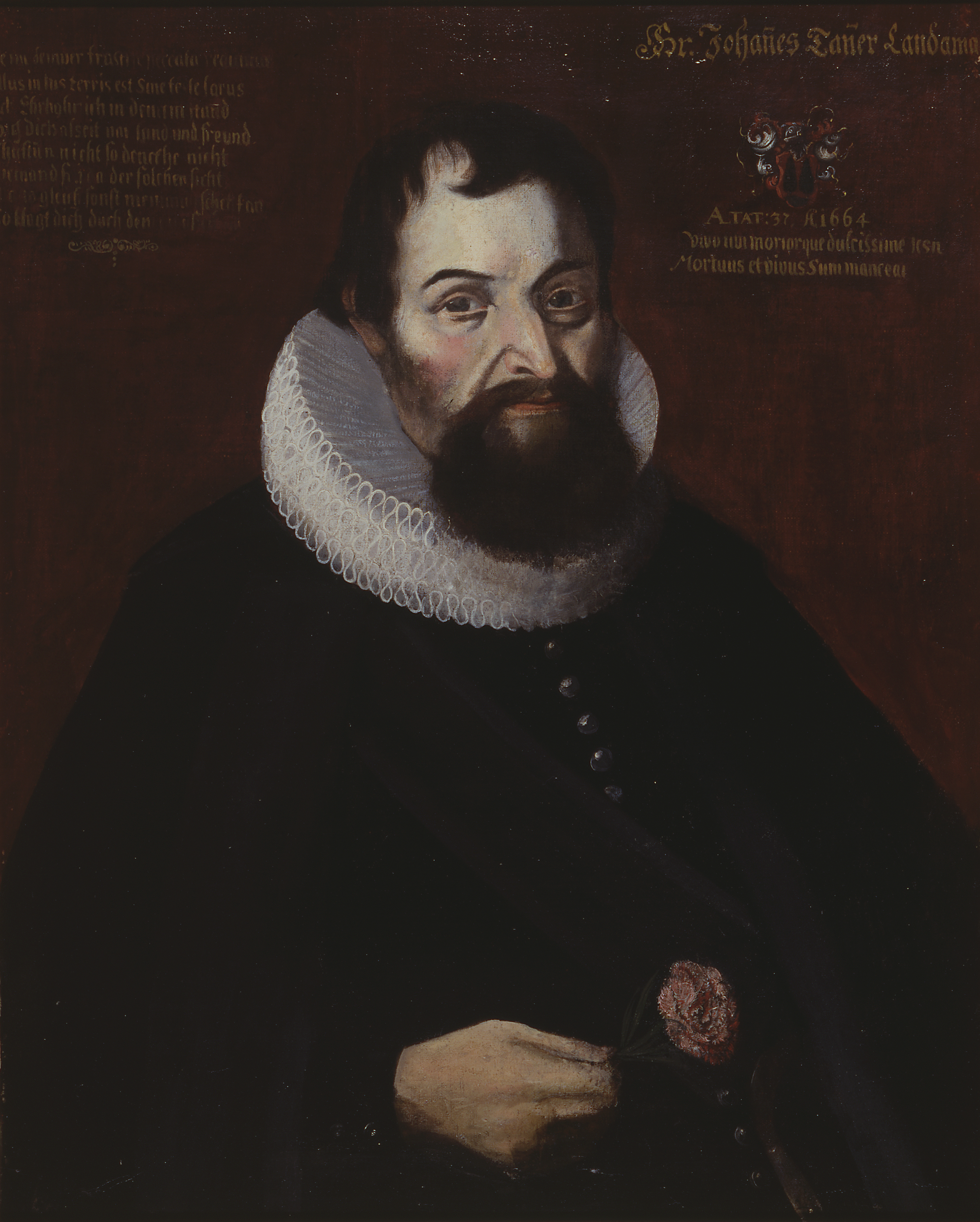
Johannes Tanner, 10. Landammann von Appenzell Ausserrhoden 1660–1665

Johannes Tanner (* 11. Mai 1627 in Herisau; † vor 1671; heimatberechtigt in Herisau) war ein Schweizer Landammann und Tagsatzungsgesandter aus dem Kanton Appenzell Ausserrhoden.

## Leben
Johannes Tanner war ein Sohn von Johannes Tanner und Bruder von Laurenz Tanner. Im Jahr 1646 heiratete er Elisabeth Wolf, Tochter von Hans Rudolf Wolf, Zunftmeister zur Safran in Zürich und Landvogt der Grafschaft Kyburg. Von 1652 bis 1659 versah er das Amt des Gemeindehauptmanns von Herisau. Er war ab 1658 bis 1662 fünfmal Tagsatzungsgesandter. Von 1660 bis 1665 amtierte er als Ausserrhoder Landammann. Tanner setzte sich in den Jahren 1650 bis 1652 im Streit um den Kirchenbau in der Gemeinde Kurzenberg wie sein Vater für den Bau einer einzigen Kirche in Wolfhalden ein. 1652 wurde er von der Obrigkeit zum Baumeister der Kirche delegiert. Er setzte sich für den Fortbestand der Gemeinde ein. 1664 trat Tanner als Vermittler der evangelischen Orte im Streit des Fürstabts von St. Gallen mit dem reformierten Toggenburg auf.